# Stefan Niederseer
Stefan Niederseer (Saalbach, 29 settembre 1962) è un ex sciatore alpino austriaco.

## Biografia
Specialista delle gare veloci, Stefan Niederseer esordì in Coppa del Mondo il 21 dicembre 1980 a Sankt Moritz in discesa libera e ottenne i primi risultati di rilievo in Coppa Europa nella stagione 1981-1982, quando si piazzò 2º nella classifica di discesa libera. Il 19 dicembre 1982 sulle nevi della Val Gardena ottenne i primi punti in Coppa del Mondo giungendo 13º sulla Saslong, sempre in discesa libera; il 14 febbraio 1985 sul tracciato di Bad Kleinkirchheim conquistò l'unico podio di carriera nel circuito piazzandosi al 3º posto in discesa libera, alle spalle degli svizzeri Karl Alpiger e Peter Müller. L'ultimo piazzamento della sua attività agonistica fu il 13º posto ottenuto nella discesa libera di Coppa del Mondo disputata il 14 marzo 1987 a Calgary; in carriera non prese parte né a rassegne olimpiche né ottenne piazzamenti ai Campionati mondiali.

## Palmarès

### Coppa del Mondo
- Miglior piazzamento in classifica generale: 31º nel 1986
- 1 podio (in discesa libera):
  - 1 terzo posto

### Coppa Europa
- Miglior piazzamento in classifica generale: 10º nel 1982[2]
- 4 podi (tutti in discesa libera)[2]
  - 2 vittorie
  - 1 secondo posto
  - 1 terzo posto

### Campionati austriaci
- 2 medaglie[1]:
  - 1 oro (discesa libera nel 1985)
  - 1 bronzo (combinata nel 1981)